# (11943) Davidhartley
(11943) Davidhartley est un astéroïde de la ceinture principale.

## Description
(11943) Davidhartley est un astéroïde de la ceinture principale. Il fut découvert le 20 juillet 1993 à La Silla par Eric Walter Elst. Il présente une orbite caractérisée par un demi-grand axe de 3,02 UA, une excentricité de 0,05 et une inclinaison de 8,9° par rapport à l'écliptique.

## Compléments